# دیشونیه
دیشونیه (به عربی: دیشونیة) یک منطقهٔ مسکونی در لبنان است که در شهرستان المتن واقع شده‌است. دیشونیه ۱٫۳۳ کیلومتر مربع مساحت دارد.